# Aphanosara planistes
Aphanosara planistes är en fjärilsart som beskrevs av Forbes 1931. Aphanosara planistes ingår i släktet Aphanosara och familjen fransmalar. Inga underarter finns listade i Catalogue of Life.